# Wayne Grey
Wayne Grey (* 1944) ist ein US-amerikanischer Gitarrist. Er begann seine Karriere als Rock’n’Roll-Musiker und wechselte später zum Country.

## Leben
Wayne Grey startete seine Karriere als Musiker 1958 als 14 Jahre alter Jugendlicher in Kent Westberrys Band, den „Chaperones“. Grey nahm mit dieser Band für das lokale Label Art Records seine ersten Platten auf und spielte später auch auf Songs von Buck Trail als Gitarrist. Die lebendige Clubszene Miamis brachte Grey genug Arbeit und in den 1950er Jahren trat er regelmäßig im Club 17 auf, wo er Odell Smith kennenlernte, der ihn später nach Nashville, Tennessee, holte. Auch mit Charlie McCoy wurden Auftritte absolviert.
Ende der 1950er Jahre zog Grey nach Nashville. Dort nahm er mit Kent Westberry und Snuffy Smith als Hintergrundmusiker die Single Spaceman’s Guitar auf. Aber erst Ende der 1960er Jahre konnte Grey einen lukrativeren Job ergattern. Er wurde Gitarrist und Sänger in Tex Ritters Band, den „Boll Weevils“, mit denen auch wieder Kent Westberry spielte. Ende der 1970er Jahre war Grey Mitglied in Tommy Cashs Begleitband.

## Diskografie

### Alben
- It's a Guitar World

### Singles
| Jahr | Titel                 | Label       |
| ---- | --------------------- | ----------- |
|      | Spaceman’s Guitar / ? | Gold Circle |